# 保罗·埃米尔·德苏扎
保罗·埃米尔·德苏扎（法語：Paul-Émile de Souza，1930年－1999年6月17日）是貝南軍官和政治人物，他從1969年12月13日至1970年5月7日期間擔任了達荷美總統委員會主席。